# Titularbistum Glastonia
Glastonia ist ein Titularbistum der römisch-katholischen Kirche.
Es geht zurück auf einen Bischofssitz in der Stadt Glastonbury in Somerset, England. Es gehörte der Kirchenprovinz Canterbury an.
| Titularbischöfe von Glastonia |                                                      |                                                                                         |                    |                    |
| Nr.                           | Name                                                 | Amt                                                                                     | von                | bis                |
| 1                             | Thomas Joseph Toolen Titularerzbischof pro illa vice | emeritierter Erzbischof von Mobile-Birmingham (USA)                                     | 29. September 1969 | 4. Dezember 1976   |
| 2                             | Kevin O’Connor                                       | Weihbischof in Liverpool (Großbritannien)                                               | 28. Mai 1979       | 5. Mai 1993        |
| 3                             | Peter Zurbriggen Titularerzbischof pro illa vice     | Apostolischer Delegat und Apostolischer Nuntius Apostolischer Administrator von Estland | 13. November 1993  | 28. August 2022    |
| 4                             | Philip Moger                                         | Weihbischof in Southwark (Großbritannien)                                               | 28. November 2022  | 13. September 2024 |